# Ангаро-Ілімський залізорудний басейн
Анга́ро-Ілі́мський залізору́дний басе́йн — одне з найбільших родовищ заліз. руди у світі; розташоване в Братському і Нижньо-Ілімському районах Ірк. обл.. У міжріччі Ангари та Іліму.
Досліджене за роки Рад. влади. 
Запаси руди обчислюються в 598 млн т (1956). В Ангаро-Ілімському залізорудному басейні відомо 13 родовищ магнетитових руд, з яких найбільшими щодо запасів є Рудногорське і Коршуновське. 
Вміст заліза в руді коливається від 30 до 57%. 
Розташування А.-І. з. б. поруч з потужною Братською ГЕС підвищує його економіч. цінність. 
Ангаро-Ілімський залізорудний басейн є одним із сировинних джерел для створення 3-ї вуг.-металург. бази на Сході РФСРР (Росії).
Родовища, що розробляються (Коршунівське та Рудногірське) розташовані відповідно за 430 км і 520 км на північ від Іркутська, на залізниці Тайшет-Лєна. В межах цього бас. розвідані або оцінені також Октябрське, Красноярівське та Седанівське родовища в Ангаро-Чунському районі, Татьянінське та Кільцеве в Ангаро-Ілімському районі. Всі родовища та рудопрояви розташовані на південно-східній околиці Сибірської платформи і пов’язані з осадовими породами (доломіти, вапняки, мергелі, аргіліти, пісковики) кембрію та ордовика, трапами пермо-тріасу. Рудні поклади знаходяться у крутоспадних структурах трубчастої форми, які виходять на поверхню. Крім трубкоподібних рудних тіл, на ряді род. виявлені пластоподібні рудні поклади, які відходять від них. Основні рудотвірні мінерали — магнетит, в меншій мірі гематит та мартит, рідше пірит та халькопірит. Текстури руд — брекчієві, вкраплені та сітчасто-прожилкові. В процесах формування родовищ виділяють скарноворудну, гідротермальну та гіпергенну стадії. Балансові запаси залізних руд (категорій А+В+С1+С2) Коршунівського род. 252 млн т (1981) до сер. глибини 500 м, Fe 29,3%, Рудногірського — 268 млн т, до глибини 600 м, Fe 43,3%. Загальні прогнозні запаси магнетитових руд інших родовищ близько 2 млрд т до глибини 600 — 1200 м, Fe 26 –35%. Крім того, в басейні багато неоцінених рудопроявів. Родовища Коршунівське (з 1965) та Рудногірське (з 1981) розробляються Коршунівським ГЗК.